# 真壶陆公祠
真壶陆公祠，位于中国广东省江门市蓬江区群星村中华里。2004年，列入江门市文物保护单位。
真壶陆公祠为一清代中后期砖木结构建筑。它坐西南向东北，房屋2栋、2廊、厢房4间，占地面积约570平方米。